# 姜ナル
姜 ナル（カン・ナル、1983年4月25日 - ）は、韓国の女子陸上競技選手。専門はハンマー投げ。
神戸市で行われた2011年アジア陸上競技選手権大会でハンマー投げ種目決勝で4位となっている。

## 自己ベスト
- ハンマー投げ - 63m80  (2012年5月16日、大邱広域市)